# Echinopsolus parvipes
Echinopsolus parvipes is een zeekomkommer uit de familie Cucumariidae.
De wetenschappelijke naam van de soort werd in 1992 gepubliceerd door Claude Massin.